# Манари
Манари (порт. Manari) — муниципалитет в Бразилии, входит в штат Пернамбуку. Составная часть мезорегиона Сертан штата Пернамбуку. Входит в экономико-статистический микрорегион Сертан-ду-Мошото. Население составляет 16 540 человек на 2007 год. Занимает площадь 407 км². Плотность населения — 40,6 чел./км².

## История
Город основан 12 июля 1997 года. 

## Статистика
- Валовой внутренний продукт на 2005 год составляет 26 292 000,00 реалов (данные: Бразильский институт географии и статистики).
- Валовой внутренний продукт на душу населения на 2005 год составляет 1589,60 реалов (данные: Бразильский институт географии и статистики).
- Индекс развития человеческого потенциала на 2000 год составляет 0,467 (данные: Программа развития ООН).